# Кузнецов, Николай Николаевич (генерал-майор)
Николай Николаевич Кузнецо́в (1903—1983) — советский военачальник, конструктор вооружений, генерал-майор инженерно-артиллерийской службы. Лауреат Сталинской премии первой степени.

## Биография
Родился 13 (26 июня) 1903 года в Санкт-Петербурге.
Окончил 2-ю Ленинградскую артиллерийскую школу (1925) и Артиллерийскую академию РККА имени Ф. Э. Дзержинского (1934).
В предвоенные годы служил в системе Главного артиллерийского управления.
В 1941 году назначен начальником Главного управления реактивного вооружения.
Постановлением СНК СССР в 1942 году присвоено воинское звание
«генерал-майор инженерно-артиллерийской службы».
В 1945—1946 годах находился в Германии, где в составе группы Советских специалистов принимал участие в восстановлении технической документации и образцов немецкой дальнобойной управляемой ракеты V-2 (Фау-2) и зенитных управляемых ракет «Вассрефаль», «Рейнхоттер» и «Шметерлинг».
- 21 апреля 1946 года назначен заместителем начальника 4-го управления Главного артиллерийского управления Вооружённых сил СССР по аппаратуре радиоуправления и автоматики.
- 28 августа 1949 года возглавил Управление реактивного вооружения Министерства вооруженных сил СССР
- С 5 августа 1950 года начальник Управления заказов и производства Гвардейских миномётных частей ГАУ.
- С мая 1953 года начальник управления заказов и производства Управления заместителя Командующего артиллерией по специальной технике (УЗКА).
- С июля 1955 года начальник 1-го управления Начальника реактивного вооружения, с ноября 1959 года — заместитель Начальника реактивного вооружения.

30 декабря 1957 года вместе с другими руководителями работ по испытаниям реактивной (ракетной) техники стал автором докладной записки на имя Н. С. Хрущёва о выделении баллистических ракет в отдельный род войск.
- В 1960—1963 годах начальник управления в Главном управлении ракетного вооружения.

С 1963 года в отставке.
Умер 3 мая 1983 года. Похоронен в Москве на Кунцевском кладбище (участок № 9).

## Награды и премии
- Сталинская премия первой степени (1943) — за разработку новых типов вооружения (снарядов и метательных устройств М-30 и М-28 для реактивных систем залпового огня).
- четыре ордена Ленина (1942, 1946, 1956, 1961)
- два ордена Красного Знамени (1944, 1952)
- орден Кутузова II степени (1944)
- орден Трудового Красного Знамени (1944)
- орден «Знак Почёта» (1941)
- медали